# Rally de Hungría 2020
El Rally Hungary 2020 fue la 2º edición y la cuarta ronda de la temporada 2020 del Campeonato de Europa de Rally. Se celebró del 6 de noviembre al 8 de noviembre y contó con un itinerario de dieciséis tramos sobre asfalto que sumarón un total de 191,06 km cronometrados.
El ganador de la prueba fue el noruego Andreas Mikkelsen quien consiguió su primer podio y victoria dentró del Campeonato de Europa de Rally, fue acompañado en el podio por el luxemburgués Grégoire Munster y por el español Efrén Llarena quien al igual que Mikkelsen consiguió su primer podio.

## Lista de inscritos
| Num.                     | Piloto                   | Copiloto             | Automóvil              | Equipo                                | Neu. |
| ------------------------ | ------------------------ | -------------------- | ---------------------- | ------------------------------------- | ---- |
| 1                        | Alexey Lukyanuk          | Dmitriy Eremeev      | Citroën C3 R5          | Saintéloc Junior Team                 | P    |
| 2                        | Oliver Solberg           | Aaron Johnston       | Škoda Fabia Rally2 evo | Oliver Solberg                        | P    |
| 3                        | Grégoire Munster         | Louis Louka          | Hyundai i20 R5         | Grégoire Munster                      | P    |
| 4                        | Craig Breen              | Paul Nagle           | Hyundai i20 R5         | Team MRF Tyres                        |      |
| 5                        | Andreas Mikkelsen        | Ola Fløene           | Škoda Fabia Rally2 evo | Topp-Cars Rally Team                  | P    |
| 7                        | Mikołaj Marczyk          | Szymon Gospodarczyk  | Škoda Fabia Rally2 evo | Orlen Team                            | M    |
| 8                        | Emil Lindholm            | Mikael Korhonen      | Škoda Fabia Rally2 evo | Team MRF Tyres                        |      |
| 9                        | Efrén Llarena            | Sara Fernández       | Citroën C3 R5          | Rally Team Spain                      | P    |
| 10                       | Erik Cais                | Jindřiška Žáková     | Ford Fiesta Rally2     | Yacco ACCR Team                       | M    |
| 11                       | Norbert Herczig          | Ramón Ferencz        | Volkswagen Polo GTI R5 | Mol Racing Team                       | P    |
| 14                       | Dominik Dinkel           | Ursula Mayrhofer     | Škoda Fabia Rally2 evo | Brose Motorsport                      | P    |
| 15                       | Callum Devine            | James Fulton         | Hyundai i20 R5         | Motorsport Ireland Rally Academy      | P    |
| 16                       | Marijan Griebel          | Tobias Braun         | Citroën C3 R5          | Saintéloc Junior Team                 | M    |
| 17                       | Niki Mayr-Melnhof        | Leopold Welsersheimb | Ford Fiesta Rally2     | Drift Company Rally Team              | P    |
| 18                       | Alberto de Thurn y Taxis | Bernhard Ettel       | Škoda Fabia Rally2 evo | BRR Baumschlager Rallye & Racing Team | P    |
| 20                       | Yoann Bonato             | Benjamin Boulloud    | Citroën C3 R5          | Yoann Bonato                          | M    |
| 21                       | Ferenc Vincze Jr         | Igor Bacigál         | Škoda Fabia Rally2 evo | Pilis Racing                          | P    |
| 22                       | Ádám Velenczei           | Tamás Szőke          | Škoda Fabia Rally2 evo | Gulf Racing Hungary                   | P    |
| 23                       | András Hadik             | Krisztián Kertész    | Ford Fiesta Rally2     | DVTK SE                               | P    |
| 24                       | Frigyes Turán            | László Bagaméri      | Volkswagen Polo GTI R5 | Turán Motorsport SE                   | H    |
| 25                       | Simon Wagner             | Gerald Winter        | Škoda Fabia Rally2 evo | The Racing Factory / ETS Racing Fuels | M    |
| 26                       | Josh McErlean            | Keaton Williams      | Hyundai i20 R5         | Motorsport Ireland Rally Academ       | M    |
| Fuente: ewrc-results.com |                          |                      |                        |                                       |      |

## Itinerario
| Día                     | Tramo | Nombre                       | Distancia | Ganador de la etapa | Automóvil              | Tiempo  | Líder de la general |
| ----------------------- | ----- | ---------------------------- | --------- | ------------------- | ---------------------- | ------- | ------------------- |
| Día 1 (6 de noviembre)  | SS1   | SSS Rabócsiring              | 2.40 km   | Mikołaj Marczyk     | Škoda Fabia Rally2 evo | 1:38.5  | Mikołaj Marczyk     |
| Día 2 (7 de noviembre)  | SS2   | Újhuta - Bózsva /1           | 14.45 km  | Alexey Lukyanuk     | Citroën C3 R5          | 8:44.3  | Andreas Mikkelsen   |
| Día 2 (7 de noviembre)  | SS3   | Füzér - Abaújvár /1          | 23.90 km  | Andreas Mikkelsen   | Škoda Fabia Rally2 evo | 13:19.4 | Andreas Mikkelsen   |
| Día 2 (7 de noviembre)  | SS4   | Fony - Óhuta /1              | 10.85 km  | Andreas Mikkelsen   | Škoda Fabia Rally2 evo | 5:20.4  | Andreas Mikkelsen   |
| Día 2 (7 de noviembre)  | SS5   | Mád - Disznókő /1            | 10.24 km  | Andreas Mikkelsen   | Škoda Fabia Rally2 evo | 5:41.1  | Andreas Mikkelsen   |
| Día 2 (7 de noviembre)  | SS6   | Újhuta - Bózsva /2           | 14.45 km  | Craig Breen         | Hyundai i20 R5         | 8:34.8  | Andreas Mikkelsen   |
| Día 2 (7 de noviembre)  | SS7   | Füzér - Abaújvár /2          | 23.90 km  | Andreas Mikkelsen   | Škoda Fabia Rally2 evo | 13:15.3 | Andreas Mikkelsen   |
| Día 2 (7 de noviembre)  | SS8   | Fony - Óhuta /2              | 10.85 km  | Craig Breen         | Hyundai i20 R5         | 5:33.4  | Andreas Mikkelsen   |
| Día 2 (7 de noviembre)  | SS9   | Mád - Disznókő /2            | 10.24 km  | Andreas Mikkelsen   | Škoda Fabia Rally2 evo | 5:42.7  | Andreas Mikkelsen   |
| Día 3 (8 de noviembre)  | SS10  | Erdőbénye - Aranyospuszta /1 | 11.20 km  | Andreas Mikkelsen   | Škoda Fabia Rally2 evo | 5:25.2  | Andreas Mikkelsen   |
| Día 3 (8 de noviembre)  | SS11  | Telkibánya - Rakodó /1       | 13.05 km  | Alexey Lukyanuk     | Citroën C3 R5          | 7:13.2  | Andreas Mikkelsen   |
| Día 3 (8 de noviembre)  | SS12  | Kőkapu - Újhuta /1           | 7.75 km   | Oliver Solberg      | Škoda Fabia Rally2 evo | 4:56.7  | Andreas Mikkelsen   |
| Día 3 (8 de noviembre)  | SS13  | SSS Nyíregyháza /1           | 5.78 km   | Andreas Mikkelsen   | Škoda Fabia Rally2 evo | 4:51.2  | Andreas Mikkelsen   |
| Día 3 (8 de noviembre)  | SS14  | Erdőbénye - Aranyospuszta /2 | 11.20 km  | Alexey Lukyanuk     | Citroën C3 R5          | 5:21.8  | Andreas Mikkelsen   |
| Día 3 (8 de noviembre)  | SS15  | Telkibánya - Rakodó /2       | 13.05 km  | Alexey Lukyanuk     | Citroën C3 R5          | 7:01.1  | Andreas Mikkelsen   |
| Día 3 (8 de noviembre)  | SS16  | Kőkapu - Újhuta /2           | 7.75 km   | Oliver Solberg      | Škoda Fabia Rally2 evo | 4:51.9  | Andreas Mikkelsen   |
| Fuente:ewrc-results.com |       |                              |           |                     |                        |         | Andreas Mikkelsen   |

## Clasificación final
| Pos.                     | Piloto            | Copiloto             | Automóvil              | Equipo                           | Tiempo    | Puntos |
| ------------------------ | ----------------- | -------------------- | ---------------------- | -------------------------------- | --------- | ------ |
| 1                        | Andreas Mikkelsen | Ola Fløene           | Škoda Fabia Rally2 evo | Topp-Cars Rally Team             | 1:48:31.1 | 30+5   |
| 2                        | Grégoire Munster  | Louis Louka          | Hyundai i20 R5         | Grégoire Munster                 | +1:32.2   | 24+3   |
| 3                        | Efrén Llarena     | Sara Fernández       | Citroën C3 R5          | Rally Team Spain                 | +2:00.3   | 21+3   |
| 4                        | Oliver Solberg    | Aaron Johnston       | Škoda Fabia Rally2 evo | Oliver Solberg                   | +2:04.8   | 19+4   |
| 5                        | Niki Mayr-Melnhof | Leopold Welsersheimb | Ford Fiesta Rally2     | Drift Company Rally Team         | +2:08.2   | 17+1   |
| 6                        | Norbert Herczig   | Ramón Ferencz        | Volkswagen Polo GTI R5 | Mol Racing Team                  | +2:31.4   | 15+2   |
| 7                        | Callum Devine     | James Fulton         | Hyundai i20 R5         | Motorsport Ireland Rally Academy | +2:50.3   | 13     |
| 8                        | Erik Cais         | Jindřiška Žáková     | Ford Fiesta Rally2     | Yacco ACCR Team                  | +3:24.3   | 11+3   |
| 9                        | Marijan Griebel   | Tobias Braun         | Citroën C3 R5          | Saintéloc Junior Team            | +3:32.4   | 9      |
| 10                       | András Hadik      | Krisztián Kertész    | Ford Fiesta Rally2     | DVTK SE                          | +4:13.6   | 7      |
| 11                       | Josh McErlean     | Keaton Williams      | Hyundai i20 R5         | Motorsport Ireland Rally Academy | +4:16.8   | 5      |
| 12                       | Dominik Dinkel    | Ursula Mayrhofer     | Škoda Fabia Rally2 evo | Brose Motorsport                 | +4:35.1   | 4      |
| 13                       | Alexey Lukyanuk   | Dmitriy Eremeev      | Citroën C3 R5          | Saintéloc Junior Team            | +4:53.5   | 3+5    |
| 14                       | Yoann Bonato      | Benjamin Boulloud    | Citroën C3 R5          | Yoann Bonato                     | +4:57.7   | 2      |
| 15                       | Mikołaj Marczyk   | Szymon Gospodarczyk  | Škoda Fabia Rally2 evo | Orlen Team                       | +5:44.5   | 1      |
| Fuente: ewrc-results.com |                   |                      |                        |                                  |           |        |

## Clasificaciones tras el rally
| Posición | Piloto           | Puntos | Cambios de posición |
| -------- | ---------------- | ------ | ------------------- |
| 1        | Alexey Lukyanuk  | 116    | Sin cambios         |
| 2        | Oliver Solberg   | 89     | Sin cambios         |
| 3        | Grégoire Munster | 83     | Sin cambios         |
| 4        | Efrén Llarena    | 50     | Crecimiento         |
| 5        | Craig Breen      | 44     | Decrecimiento       |

| Posición | Equipo                         | Puntos | Cambios de posición |
| -------- | ------------------------------ | ------ | ------------------- |
| 1        | Saintéloc Junior Team          | 159    | Sin cambios         |
| 2        | Rally Team Spain               | 132    | Sin cambios         |
| 3        | Estonian Autosport Junior Team | 112    | Sin cambios         |
| 4        | Team MRF Tyres                 | 97     | Sin cambios         |
| 5        | Drift Company Rally Team       | 64     | Sin cambios         |